# Xian de Junlian
Le xian de Junlian (筠连县 ; pinyin : Jūnlián Xiàn) est un district administratif de la province du Sichuan en Chine. Il est placé sous la juridiction de la ville-préfecture de Yibin.

## Démographie
La population du district était de 376 547 habitants en 1999.